# تيتو كابوبيانكو
تيتو كابوبيانكو (بالإسبانية: Tito Capobianco)‏‏ (28 أغسطس 1931 - 8 سبتمبر 2018) هو مخرج مسرحي في الأوبرا أرجنتيني أمريكي.